# Société de Motorisations Aéronautiques
Die Société de Motorisations Aéronautiques (kurz SMA) war ein französisches Unternehmen, das sich mit der Herstellung von Flugzeugmotoren, speziell Dieselmotoren, beschäftigte. Die Firma ist nach Insolvenz in der  SAFRAN-Gruppe aufgegangen, die die wesentlichen Vermögenswerte mittlerweile weiterverkauft hat. 
Das Unternehmen wurde 1997 von Socata (zur EADS gehörend) und Renault als Morane Renault gegründet. Beide Unternehmen waren zu je 50 % an der neuen Gesellschaft beteiligt. Man begann mit der Entwicklung von drei verschiedenen Diesel-Flugmotoren, die alle das Präfix MR erhielten. Im Juni 2000 stieg auch SNECMA mit einer 33 %-Beteiligung ein. Das Präfix der Motoren änderte sich auf SR, für SNECMA-Renault. Man beschloss, zunächst den SMA SR305 zur Serienreife zu entwickeln. Dieses Ziel konnte 2002 mit der Zulassung des Motors durch die FAA erreicht werden.
Die erhofften Verkäufe stellten sich jedoch nicht ein. Die Société de Motorisations Aéronautiques musste deswegen im Februar 2005 Gläubigerschutz beantragen. Im April übernahm SNECMA 100 % der Anteile und das Unternehmen wurde in die SAFRAN-Gruppe eingegliedert. 2021 erfolgte der Verkauf der Rechte  zur Herstellung der Motoren an die Röder Group mit Sitz in Egelsbach.